# Eburia championi
Eburia championi là một loài bọ cánh cứng trong họ Cerambycidae.